# Лю Футун
Лю Футу́н (кит. трад. 劉福通, упр. 刘福通, пиньинь Liú Fútōng, 1321—1363) — китайский военачальник, предводитель народного восстания в конце существования  империи Юань (元). Был родом из области Инчжоу (颍州) (ныне городской уезд Цзешоу городского округа Фуян провинции Аньхой).
В мае 1351 года Лю Футун вместе с Хань Шаньтуном (韩山童), возглавлявшим Учение Белого Лотоса (白莲教), на берегах реки Хуанхэ призвали народ взяться за оружие, подняв бунт в Инчжоу; часть этих восставших прозвали «Красными повязками», они твёрдо придерживались учения о будде Милэ (弥勒佛), организовавшись в «Армию Красных Повязок». Они успешно сопротивлялись юаньским войскам, овладев затем районами в провинциях Аньхой и Хэнань, они начали крестьянское восстание. К февралю 1355 года сын Хань Шаньтуна Хань Линьэр (韩林兒) стал монархом, взяв княжеский титул, установил официальное название государства — Сун (宋), со столицей в городе Бочжоу (亳州), с собственным династийным летоисчислением под девизом «Дракон и Феникс» (龙凤). Его затем по решению тайного совета планировалось перевести на должность «премьер-министра».
1357 год для Лю Футуна и его военачальников ознаменовался рядом успешных наступательных походов в нескольких направлениях на север (провинция Шаньдун). Основой его военной стратегии были рейды вглубь вражеской территории, но без длительного удержания захваченных земель. В первом месяце 1359 года правительственным силам удалось переломить ситуацию. Положение для повстанцев начало ухудшаться. Лю Футун и Хань Линьэр вынуждены были отступить к Аньфэну (安丰) (ныне провинция Аньхой, уезд Шоусянь (寿县)). В 1363 году посланные правительственные силы командира Лю Чжэня (呂珍) атаковали Аньфэн со всех сторон, и Лю Футун был убит. Чжу Юаньчжан срочно отправился на выручку к окружённым; разбив силы Лю Чжэня, он встретился с Хань Линьэром у города Чучжоу (滁州).